# Crocidure des Canaries
Crocidura canariensis
Espèce
Statut de conservation UICN

 EN  : En danger
Répartition géographique
Le Crocidure des Canaries (Crocidura canariensis) est une espèce de mammifères de la famille des Soricidae. Il est endémique des îles Canaries.

## Habitat
Il se rencontre dans les fruticées tropicales et subtropicales. Il est menacé par la réduction de son habitat.